# Allonzier-la-Caille

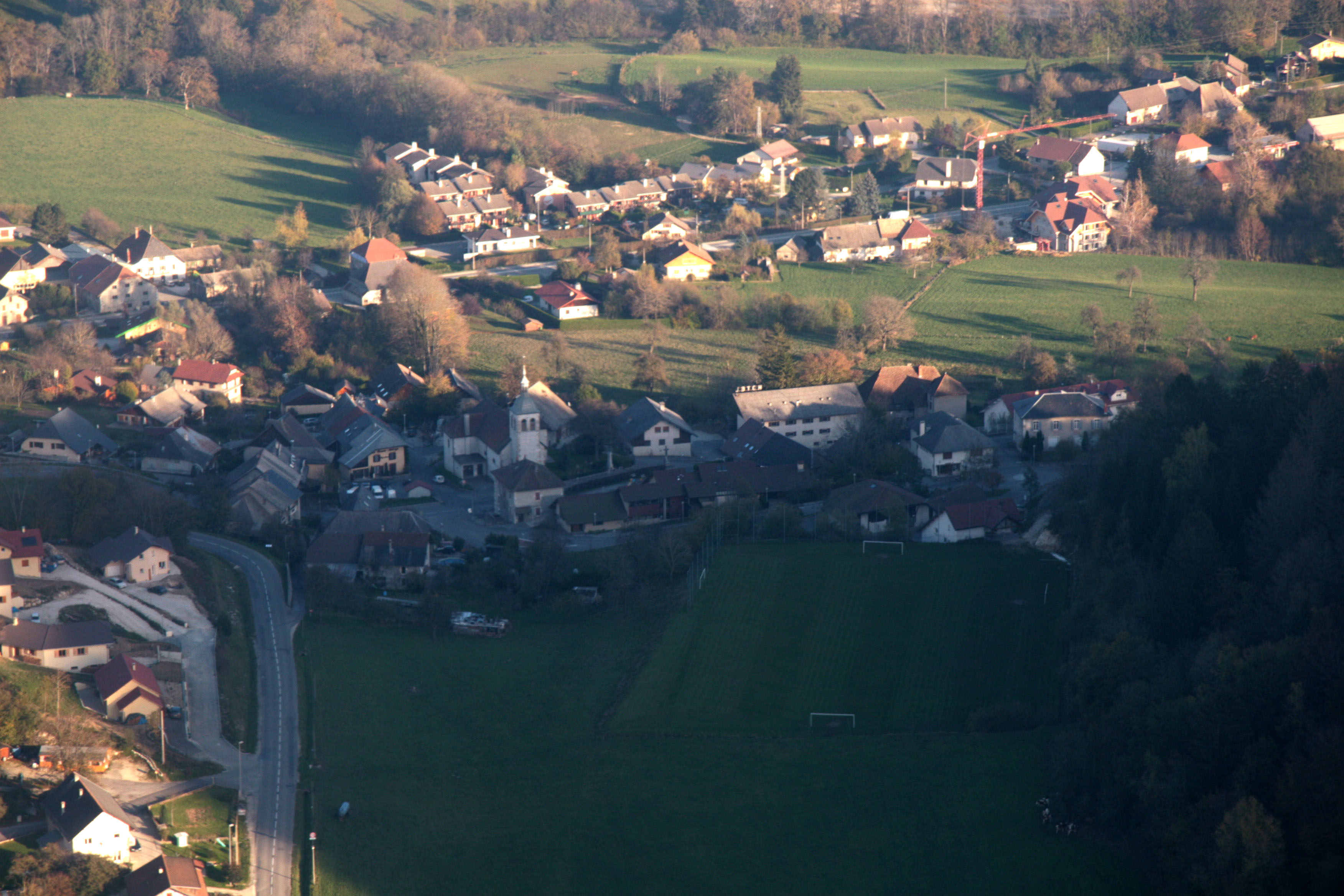
The centre of Allonzier-la-Caille

Allonzier-la-Caille  là một xã trong tỉnh Haute-Savoie thuộc vùng Auvergne-Rhône-Alpes đông nam Pháp.